# Міністерство внутрішніх справ Грузії
Міністерство внутрішніх справ Грузії (საქართველოს შინაგან საქმეთა სამინისტრო), МВС (შსს) — державний правоохоронний орган Грузії. Його головний офіс знаходиться в Тбілісі.

## Структура
Міністерство очолює міністр і чотири заступники міністра.
Поліцейські підрозділи:
- Департамент центральної кримінальної поліції
- Департамент патрульної поліції
- Центр спільних операції (департамент)
- Прикордонна поліція Грузії (підпорядкована державна установа)
- Національне центральне бюро Інтерполу в Грузії (департамент)
- Департамент поліції Аджарської автономної республіки
- Департамент поліції Абхазької автономної республіки
- Департамент поліції Тбілісі
- Департамент поліції Мцхета-Мтіанеті
- Департамент поліції Шида Картлі
- Департамент поліції Квемо Картлі
- Департамент поліції Кахетії
- Департамент поліції Самцхе-Джавахеті
- Департамент поліції Імереті, Рача-Лечхумі та Квемо Сванеті
- Департамент поліції Гурії
- Департамент поліції Самегрело – земо Сванеті

Спеціальні підрозділи
- Департамент охорони стратегічних трубопроводів
- Департамент особливих завдань
- Департамент охорони об'єктів

Юридичні особи публічного права
- Академія МВС
- Департамент охоронної поліції
- Оперативний центр управління невідкладної допомоги «112»
- Агентство обслуговування
- Служба охорони здоров'я
- Департамент з державним матеріальним резервом
- Агентство управління надзвичайними ситуаціями (департамент)[2]

Інші підрозділи
- Адміністрація (департамент)
- Генеральна інспекція (департамент)
- Економічний департамент
- Департамент логістики
- Департамент управління людськими ресурсами
- Експертно-криміналістичний департамент
- Інформаційно-аналітичний департамент
- Департамент оперативного забезпечення
- Департамент дослідження і розвитку
- Департамент міжнародних відносин
- Департамент забезпечення тимчасового утримання
- Департамент зв'язків з громадськістю
- Департамент внутрішнього аудиту
- Департамент міграції
- Департамент правового забезпечення